# Sprężarka śrubowa

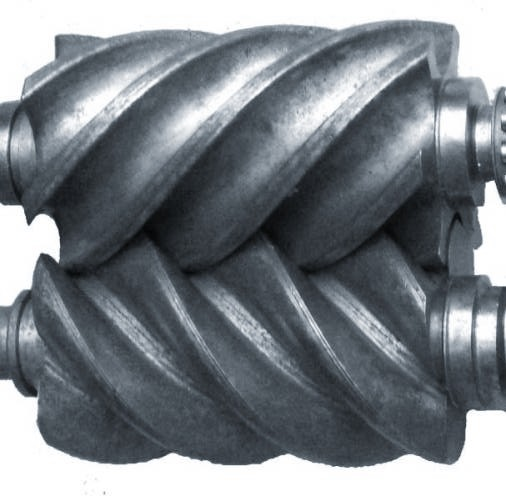
Wirniki sprężarki śrubowej

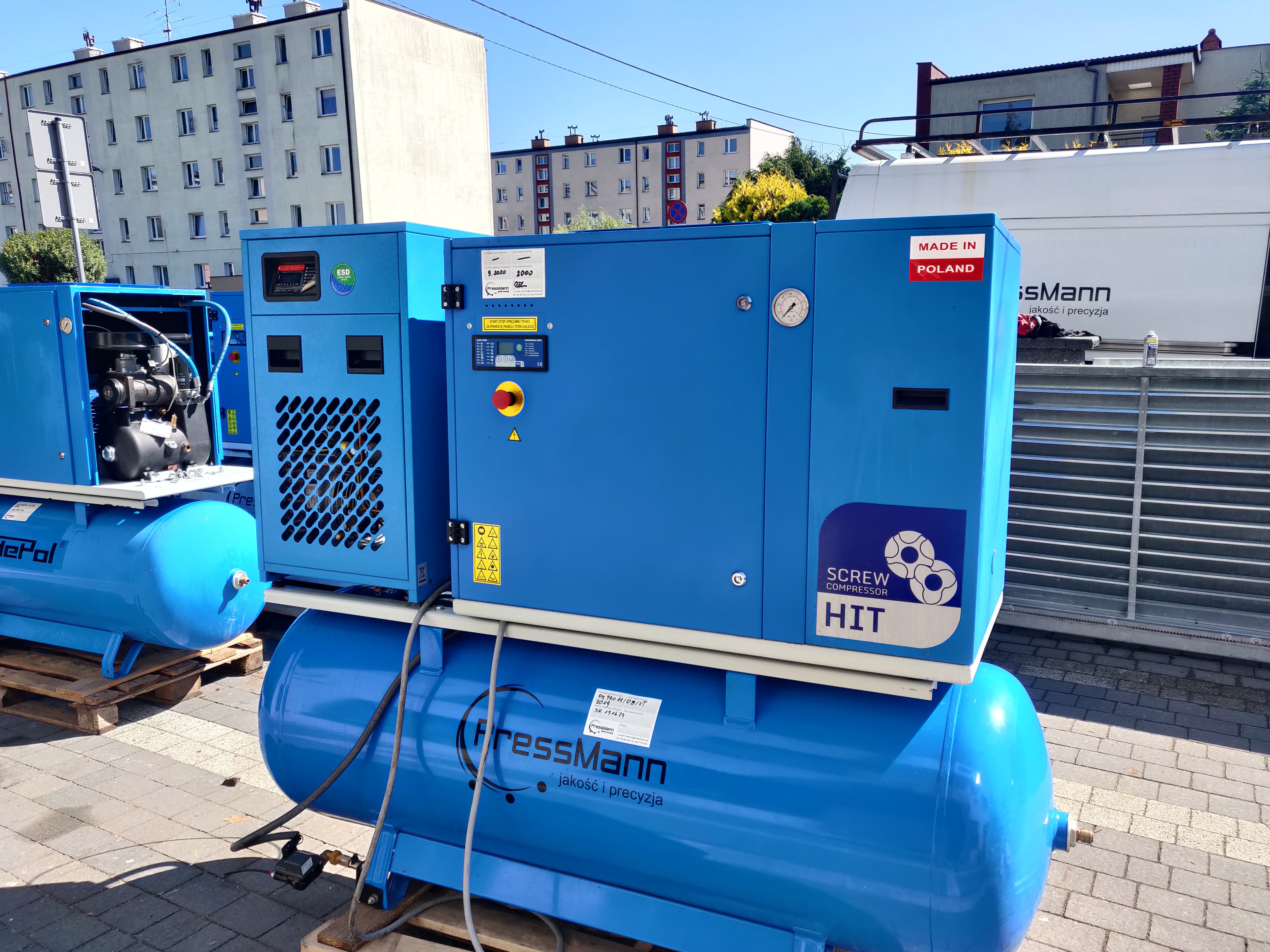
Sprężarka śrubowa elektryczna wraz ze zbiornikiem oraz osuszaczem ziębniczym

Sprężarka śrubowa to rodzaj sprężarki, w której sprężanie gazu spowodowane jest zmniejszaniem się przestrzeni pomiędzy pracującymi śrubami od otworów ssawnych do otworów tłocznych. Wartość sprężu w tego typu sprężarkach zależy od jej konstrukcji. Sprawność elementu sprężającego zależy w dużej mierze od uzyskania szczelności pomiędzy obiema śrubami oraz śrubami i obudową.

## Konstrukcja
Konstrukcje sprężarek śrubowych dążą do osiągnięcia jak najbardziej kompaktowych rozmiarów oraz bardzo łagodnego, pozbawionego wibracji rozruchu. Dlatego też nie wymagają dodatkowych amortyzatorów sprężynowych. Wiele urządzeń sprężarkowych posiada mimo wszystko specjalne tłumiki drgań, pochłaniające wibracje wysokiej częstotliwości. Zagadnienie to jest szczególnie istotne w przypadku sprężarek śrubowych pracujących w przedziałach wysokich prędkości obrotowych.

## Zastosowania
Sprężarki śrubowe znajdują zastosowanie w kolejnictwie, gdzie wyparły hałaśliwe sprężarki tłokowe oraz w instalacjach przemysłowych jako urządzenie dostarczające do instalacji sprężone powietrze. Sprężarki przewoźne napędzane silnikiem wysokoprężnym (diesel) najczęściej znajdują zastosowanie na placach budowy, gdzie zasilają sprężonym powietrzem maszyny budowlane.
W kolejnictwie zasilanie realizowane jest za pomocą silników elektrycznych, a same sprężarki zapewniają odpowiednie ciśnienie robocze powietrza np. w przewodach hamulcowych.

## Sprężarki bezolejowe
W śrubowych sprężarkach bezolejowych proces sprężania powietrza odbywa się poprzez zmniejszenie przestrzeni pomiędzy dwoma obracającymi się wirnikami bez uszczelnienia przestrzeni między nimi w postaci filmu olejowego. Maksymalne ciśnienie wylotowe w jednostopniowych sprężarkach bezolejowych jest zwykle niższe niż w jednostopniowych sprężarkach olejowych. Dlatego też sprężarki bezolejowe zostały wyposażone w system kilku śrubowych elementów sprężających. Zabieg ten umożliwia osiągnięcie ciśnienia 1 MPa (10 bar), a w przypadku sprężarek bezolejowych z wtryskiem wody 1,3 MPa (13 bar). Sprężarki bezolejowe znajdują zastosowanie w aplikacjach, gdzie nieakceptowana jest jakakolwiek zawartość cząstek oleju w sprężonym powietrzu. Są to między innymi gałęzie przemysłu takie jak: medycyna i produkcja farmaceutyków, produkcja półprzewodników, przemysł papierniczy. 

## Sprężarki olejowe
W śrubowych sprężarkach olejowych olej wtryskiwany jest do komory sprężania, zapewniając jednocześnie uszczelnienie przestrzeni pomiędzy obracającymi się śrubami oraz chłodzenie elementu sprężającego. Olej jest separowany ze strumienia sprężonego powietrza, a następnie schładzany, filtrowany i kierowany z powrotem do komory sprężania. Sprężone powietrze na wylocie z elementu sprężającego zawiera cząstki stałe, cząstki oleju i wody, które wpływają ujemnie na jakość i wydatek powietrza na wylocie. Dlatego też są one usuwane w drodze separacji cyklonowej oraz filtracji we wkładach filtracyjnych filtrów sprężonego powietrza. Niepożądany kondensat, jakim jest mieszanina wody i cząstek oleju gromadząca się w chłodnicy końcowej, bądź zbiorniku buforowym za sprężarką jest odprowadzany z układu za pomocą elektronicznych spustów kondensatu i kierowany bezpośrednio do urządzeń separujących olej i wodę. Dzięki takiemu zabiegowi uzdatniona w ten sposób woda może być w bezpieczny i zgodny z przepisami sposób odprowadzona do instalacji ściekowej. Standardowa sprężarka olejowa umożliwia osiągnięcie ciśnienia roboczego 1,3 MPa (13 bar).

## Zmienny przepływ
Sprężarki śrubowe, w których wykorzystuje się technologię zmiennego przepływu są rozwiązaniem dla zastosowań, w których występuje zmienny pobór powietrza. Technologia zmiennej prędkości obrotowej silnika wykorzystuje pomiar ciśnienia na wylocie ze sprężarki przez cały czas pracy urządzenia i na tej podstawie dostosowuje przepływ do aktualnego zapotrzebowania na sprężone powietrze.